# 巴哈姆特之怒
《巴哈姆特之怒》是一款由Cygames开发、梦宝谷运营的卡牌收集对战类电子游戏。

## 簡介
於遊戲當中，玩家擔當“骑士”的角色，为收集封印了“传说中的英雄”、“神”或“魔物”的卡片而在世界上冒险。卡片插画大多数是由职业插画家所作。通过收集、合成和强化卡牌，与其他玩家或者电脑势力进行对战。日版游戏于2011年9月率先在功能手机上发布，同年11月发布智能手机版。繁体中文版游戏于2012年10月24日在Google Play上提供下载。简体中文版由DeNA中国于2012年10月引进中国大陆，但由于经营不善，于2013年10月9日关闭了全部服务器。
由于日本版及英文版的评价很高，2011年得到了奖。在Mobage内作为最受玩家支持的游戏而得到了奖。海外版（日本外）在Google Play及App Store上也都在销售榜上排名第1。
動畫版因為與巴哈姆特（台灣知名ACG網站旗下的動漫平台）名稱類似，所以被網友戲稱「巴哈原創番」。
2014年10月6日起至12月29日播放改编之電視動畫《巴哈姆特之怒 GENESIS》。2015年5月發表製作第2季。
2015年8月宣布製作新系列動畫《巴哈姆特之怒 Manaria Friends》，改編自遊戲內的活動「Manaria魔法學院」。原本預定2016年4月播放，但因製作問題延期至2019年1月播放。
2016年3月26日，於2016 AnimeJapan的首日中公開了動畫續篇《巴哈姆特之怒 VIRGIN SOULS》的PV，故事設定於《GENESIS》的10年後。

## 发行史
- 2011年
  - 9月1日 开始提供功能版手机版服务。
  - 11月11日 开始提供智能手机版服务。
- 2012年
  - 2月 在Google Play及App Store发布英語版『Rage of Bahamut』。
  - 2月2日 会員数突破100万人。
  - 6月1日 电视CM放映開始。
  - 6月21日 会員数突破200万人。
  - 8月31日 发布韓国語版『BAHAMUT: Battle of Legends』。
  - 10月10日 在「Mobage China」上发布中国版。
  - 10月24日 Google Play上发布了繁体中文版。
- 2013年2月6日 会員数突破300万人。

## 世界观
有着各种不同种族的的神秘世界。由于想要征服世界的魔族侵略派的侵略行为而到处发生着战争，而人类、天界、魔族稳健派为了防止侵略派的世界征服而一起在世界各地战斗着。由此世界变成了由天界、人类、魔界及在暗处活动的“混沌之暗”同在的混沌模样。
在大陆上有这么一个传说，以前存在过拥有高魔法技术、并由此技术将大岛浮上天的超级大国“天上人”，而它现在留下来的只有各地的浮游城，而它以魔偶技术为首的魔法技术则沉睡于大陆各地。

## 電視動畫

### 巴哈姆特之怒 GENESIS
2014年10月，根据游戏内容改编的日本电视动画《巴哈姆特之怒 GENESIS》开始放送。除了基本世界觀以外，大部分角色和故事均為原創。
本作作為深夜動畫並未采用制作委员会方式，而是由遊戲公司單獨投資製作，屬於近年業界極為罕見的例子。同時其多項製作模式亦顯得不计成本，包括配樂方面邀請管弦樂團協助現場錄音等，并导致业内人士争抢此片制作名额，最終其作画、配乐和演出的品質被譽為达到動畫電影水準。

#### 故事簡介
故事發生在一個人魔神三個種族混雜的世界。两千年前，有著銀黑色翅膀的惡龍巴哈姆特為這個世界帶來瀕臨滅絕的危機。當時三個種族跨越隔閡通力合作，犧牲無數生命才把巴哈姆特封印。在惡魔與神族擔當終極一擊的主導下，封印的關鍵鑰匙被一分為二，被兩邊分別掌握。接下來，世界經歷二千多年的和平日子，但不知從何時開始，人類開始視巴哈姆特為至高無上的唯一存在，而惡魔與神族之間的戰爭亦沒有停止。某日，某位少女奪走由神掌握的封印鑰匙，世界的平衡於是開始被破壞。巴哈姆特的復活與咆嘯，再度把世界捲入絕望的深淵。

#### 登場角色

##### 主角
法瓦羅·雷歐涅（Favour Leone，聲：吉野裕行）
男主角，是一名狩獵魔物的賞金獵人，喜歡美酒和女人。世代皆是木匠。其父親巴羅薩同時是一個義賊，在搶奪凱撒父親守護的貢品後，因其中的寶石寄宿著強大魔力而被所招來的惡魔阿撒謝勒所殺。後來不太認同家庭的管束，決定離家獨闖。
為人狡猾，會以各種小聰明和卑鄙招式擊中敵人要害。喜歡誇誇其談，在酒吧吹牛說自己知道通往海姆冥界的捷徑，而引來阿米拉的注意。結果被強制締結詛咒契約，長出了惡魔尾巴，繼而成為各方通緝的目標。在凱撒和阿米拉被捉走時，為了說服巴克科斯協助解救，而捨棄賞金獵人的身份。
後來被騎士團一併捉拿後，於神的寄語下感激受到保護。在阿米拉被囚禁前承認過往說謊和免除詛咒的私心，但後來仍著力找尋逃脫的對方，在途中詳細認知到巴哈姆特的傳說。在阿撒謝勒進攻王都時，為保護阿米拉而與凱撒聯手對抗，其後拯救被阿撒謝勒打倒而險些從高處墮下的凱撒。在對阿撒謝勒一戰後因表現優異而被賜予騎士稱號，以及被任命為奧爾良騎士團成員。最終被迫跟阿米拉離開王都，繼續尋找母親。在離開王都後被率領追兵的凱撒圍捕，其後誤入異次元的森林並替古森林之龍拔出巴哈姆特的鉤刺，在離開時被叮囑若要阻止巴哈姆特復活便要殺死阿米拉。
其後在海姆冥界被別西卜捉下，為拯救阿米拉而打算佯裝歸順，在解困後打算以連弩攻擊馬爾奇納，但被反擊並施以轉化為強力惡魔的魔藥，聽命於別西卜。之後與凱撒進行決鬥，被其以裝有解毒劑的弩箭射中胸部，重新轉化為人類。但為了消滅馬爾奇涅便繼續假裝惡魔，並與凱撒合作，在攻擊凱撒且斬了其左手手腕，並向馬爾奇涅展示，然後趁其不為意與凱撒共同將其封印至石板內。其後為了阻止巴哈姆特而打算殺了阿米拉，即使受到凱撒的阻止但亦與其一同前往巴哈姆特的所在地。在到達後以巴哈姆特的鉤刺刺破關鍵部位的紋章，應驗其為神聖的騎士。之後因巴哈姆特的活動而摔下至其眼睛前方，並在那裏看到寄藏於巴哈姆特眼中的阿米拉，在與阿米拉作最後話別並兩人達至互信後被其親吻。在巴哈姆特再度被封印後被巨大衝擊捲走，在衝擊之中失去右腿。
在巴哈姆特事件完結後惡魔契約並未解除，而右腿則安裝了義肢，之後再度以賞金獵人的身份繼續活動並再次展開流浪旅程。
在阿米拉懷疑時總是叫她相信自己的眼睛和笑容，結果總是會挨揍。常被巴克科斯稱為「爆炸頭」。
凱撒·利德法爾德（Kaisar Lidfard，聲：井上剛）
出生於騎士家族，但身為騎士團長的父親勞魯斯在一次運送貢品途中被盜賊成功突襲搶掠，裁定失職後被判死刑兼且剝奪家族地位，母親亦在不久後投湖自盡。之後便淪落為賞金獵人，不過仍帶著有騎士象徵的劍。
自幼喜歡流浪於市鎮郊野，機緣下與法瓦羅相識，視其為摯友。其後更絲毫沒有懷疑，將父親運送貢品的事告知法瓦羅。就著父親的殘酷結果而言，他覺得是法瓦羅一直欺騙自己，並等待從自己口中套出情報的機會，因此發誓要向他復仇，一直追逐對方。
後來被騎士團一併捉拿後，開始有感完全未看透法瓦羅，對報仇顯得猶豫。在阿撒謝勒進攻王都時，為保護阿米拉而與法瓦羅聯手，之後在阿撒謝勒口中得知是其令父親被判死刑，並知道對方亦是法瓦羅的仇人。在戰鬥期間於佩劍的倒影中看見貞德打算向阿撒謝勒發動攻擊，便發動佯攻爭取時間和機會，險些從高處墮下時被法瓦羅所救。在對阿撒謝勒一戰後因表現優異而被賜予騎士稱號，以及被任命為奧爾良騎士團成員，以為可以擺脫賞金獵人的身份，卻被法瓦羅告知只有巴克科斯才能解除被視為賞金獵人的證明的手鐲。
其後在拉瓦雷拜託下率領追兵，表面上要捉拿逃出王都的阿米拉一行人，實際上想掩護他們離開。其間誤入異次元的森林，之後到達海姆冥界後被別西卜所捉。在法瓦羅轉化為惡魔後被別西卜釋放並從飛行城摔下，之後被莉塔一行人所救。在獲得解毒劑後再度返回飛行城，並與法瓦羅進行決鬥，之後以裝有解毒劑的弩箭射中其胸部。在阿米拉完成融合後目睹其被巴哈姆特接走，最後被突然出兀的拉瓦雷從飛行城推下，被莉塔所救。其後得知拉瓦雷的真正身份，打算阻止其但反被制服，並與仍被操控的法瓦羅（實際上已脫離操控）發生戰鬥，更被其斬了左手手腕。之後在法瓦羅向馬爾奇涅展示自己的手腕時念出咒文並激活賞金獵人手鐲，成功將其封印。在最後跟法瓦羅到達巴哈姆特跟前，但於戰後失散。
在巴哈姆特事件完結的半年後擔當奧爾良騎士團副官，並準備升任為隊長，而左手亦安裝了義肢（義肢上刻銘了「親愛的錘子頭」，故推測是由巴克科斯所贈）。一度決定捨棄職務，繼續追逐法瓦羅。
經常被計謀玩弄於股掌之中。對阿米拉一見鍾情。常被巴克科斯稱為「錘子頭」。
阿米拉（聲：清水理沙）
女主角，是半神半魔的存在，擁有能自由轉變成天使或惡魔的力量。聽從某個體的迷惑後，衷心盼望帶著「神之鍵」前往極北之地海姆冥界，以覓得母親。似乎沒有父親的概念。在還是嬰兒之時因遭到惡魔別西卜的襲擊而被其擄走，此後更被人為地加速成長，使外表雖然成熟但內心卻非常的幼稚。
以神明象徵和其他被賦予的力量，解開封印並闖入神族的聖櫃，隻身偷取「神之鍵」，與眾天使交戰時失去了其中一隻翼，墜入遙遠的人類城鎮。之後被王都騎士團和神族四大天使追捕，亦被惡魔緊密偵測。在酒館聽到法瓦羅吹牛後便開始跟隨和詛咒他。
因「神之鍵」的本質並不是物體，所以她偷取時是把靈魂攝入體內，讓自身成為「神之鍵」，此為人神魔三方領導者共知的事實。似乎被惡魔強制加速肉體成長，能力之大令其足以秒殺大量魔物，失去戰鬥能力時亦會受到其他潛藏魔力守護。相對心智方面比較像小孩，對人類生活盡顯好奇和嚮往，特別喜歡進食，尤其是肉。
被阿撒謝勒捉拿後被注入毒素，一直不能自主發動能力，直至被騎士團捉拿到王都後仍保持虛弱，於得知法瓦羅說謊後更見自暴自棄。後來被拉瓦雷引領至巴哈姆特的石像前，目睹當年巴哈姆特與人神魔交戰的景象。因拉瓦雷持有與自己同樣的項鍊而一度認為他是自己的父親，但其後被告知有關母親天使妮可的事，在得知所在地後便與法瓦羅離開王都尋找母親。其間誤入異次元的森林，並得知自己不一定可以跟母親共存。
被別西卜一行人扯進海姆冥界，被馬爾奇涅告知自己的真實身份並不是妮可的女兒，只是別西卜以妮可為原型而製造出來的神魔之鍵的容器，所謂對母親的記憶亦只是注入至其項鍊的虛假記憶。之後仍期望可以擁抱和了解母親，可惜對方最終消逝，使之在悲傷和毫無防備下開始被用作融合神魔之鍵。於與巴哈姆特融合前以最後一口氣表示記掛法瓦羅。之後與破壞了關鍵紋章的法瓦羅話別，在兩人達至互信後被親吻對方，與巴哈姆特一同被封印至另一個次元的世界。
聖女貞德（聲：潘惠美）
率領王都直屬奧爾良騎士團的聖女，被神族指定為抵抗惡魔的使者。
原為邊境鄉村的平民農女，在知道自己的使命時堅決執行，可以適時召喚神族，特別是守護天使米迦勒的力量去協助攻打魔物。認知到傳說中曾經有神聖騎士的預言後，希望自己會眾望所歸成為這位完全消滅巴哈姆特的人。
在阿撒謝勒進攻王都時一度陷入苦戰，以聖槍打出絕對的神力，成功擊殺帕祖祖。其後在凱撒的佯攻下成功用盡最後一口氣攻擊阿撒謝勒，但最後因其逃走而未能擊殺。在對阿撒謝勒一戰後被米迦勒賜予聖劍。
因為格蘭被殺且在現場找到金色頭髮，而被國王認為是殺害對方以及寢室外的一眾士兵的元兇，其後被打入監牢並被稱為魔女，最後被判火刑。在接受火刑時因在場民眾被血腥鎮壓而質問神為什麼不保護人民，結果被馬爾奇納以幻象所迷惑，以為聖騎士是至高神宙斯用以復活的容器，且神從未愛過人類。最終被迫飲下魔藥並轉化為惡魔。之後乘著魔像前往巴哈姆特被封印的地方，先後擊殺守衛封印結界的拉斐爾及烏列。在攻擊米迦勒時以魔劍貫穿其身體，但之後被其喂下莉塔所制的解毒劑，重新轉化為人類。
在巴哈姆特事件完結的半年後將原來的長髮修剪成短髮，並留任作奧爾良騎士團的成員。
吉爾·德·萊斯
一切的元凶。以惡趣味的魔法奪去無數生命。按巴克科斯說法，似乎是懂得跳過契約，把人類直接變為惡魔的稀有存在。魔藥專家，一直以此技術維持自己的各種身體形態。
心底裡只盼望巴哈姆特復活，見證世界的毀滅，為此一手設下重重計策，同時玩弄人魔神三族。在復活已成定局下露出原形，最後被法瓦羅一行人完全封印。
拉瓦雷（聲：平田廣明）
擔任奧爾良騎士團副官的騎士。具有冷靜的判斷力與正確的決斷力。身為貞德的左右手，得到周邊人們的信賴。
奉王命正在搜索盜取「神之鍵」的女人。於騎士團捕獲阿米拉一眾人後曾經離開調查一些事情，回來後暗地裡解放她。中途又因要兼顧王都防禦而暫時拋諸不顧，直至事件解決後再引領她前往巴哈姆特的石像面前。
自稱阿米拉的母親妮可的舊識，曾受命保護妮可，但因被別西卜的襲擊而令阿米拉被奪，而妮可亦獨自離開尋找阿米拉。擁有的紅色項鍊跟阿米拉手上的極為相似，是當年妮可離開時托付給自己的。其曉得觸發項鍊的機關，以尋找妮可的位置。事後揭示其說法並非真實。
馬爾提涅（聲：津田健次郎）
侍奉別西卜的惡魔。阿米拉的「老師」。性格陰險，喜歡以言語來迷惑玩弄他人。
曾經在阿撒謝勒首次捉拿阿米拉失敗時調侃對方，隨後開始行動，接連迷惑國王和貞德等人，並利用天使妮可，協助別西卜完成將神魔之鍵合成的陰謀。
於巴克科斯挑戰時喝下自行研製的強化魔藥戰鬥。
莉塔（聲：澤城美雪）
涅貝爾維爾的醫者之女。
實際上是城鎮的倖存者，其他居民早在二百年前被魔物所滅。期間接觸到「黑暗聖典」成為不老的死靈法師，並将已故的父母及居民復生成喪屍。
在凱撒即將斬殺自己父母時挺身庇護，卻反遭它們咬死而變成喪屍。於末段確認其因不明原因而能夠保持記憶與理智，並跟隨著凱撒展開旅程，過程中對眾人更見關心。
有著大量惡魔學識和敏銳的感官觸覺。能夠依靠一把有骷髏頭作裝飾的魔法傘子，繼續指揮喪屍。自身的斷肢亦可隨意拿下來作遙距控制。
在王都送走阿米拉後發現馬爾奇涅調整魔法的地方，似乎與對方有所認識。逃出後在貞德接受火刑的地方遇上巴克科斯，趕往會合阿米拉一行人。中途救下受重傷的阿撒謝勒並打算套取敵人的情報，但發現最終無法趕及。之後在次元馬車上成功研制兩粒解毒劑，其中一顆交付凱撒，另一顆打算交予貞德。率先意識到拉瓦雷的真面目。
阿蒙（聲：天田益男）
前盜賊，法瓦羅父親的舊部下，賽爾法雷斯號的船長。
在以前曾與法瓦羅的父親一同突襲搶掠國王的貢品。起初宣稱自己則被法瓦羅父親所救而在惡魔介入時倖存，但事實是他從中作梗，使凱撒及法瓦羅的父親各自被處刑及被惡魔所殺，而這一系列的行動的回報則是從惡魔那裡獲得魔力。
在伊茲曼港口與法瓦羅重聚後，聲稱會接載法瓦羅和阿米拉前往海姆冥界。後來曝露惡魔身份和由來的真相，表明一開始是要捕捉法瓦羅以其換取賞金，亦看中同行的阿米拉。後來因為凱撒和莉塔指揮的喪屍海盜突襲，被迫在帆繩上單獨與法瓦羅決鬥，最後被變成不死族的巨型螃蟹吞噬而亡。
因著阿撒謝勒陣營於其在生時無法監測阿米拉，可以知道其隸屬於不同兼且敵對的惡魔陣營。
夏利歐斯十三世（聲：玄田哲章）
國王，經常沉醉於酒色當中，鍾情於母后。
在對阿撒謝勒一戰後因貞德被米迦勒賜予聖劍而感到不忿。之後被馬爾提涅施藥，使其出現王室故人對其警戒的幻覺，誤認為貞德是謀朝篡位的魔女。在格蘭被殺一事後更深信貞德是魔女，並處以火刑。
最終在巴哈姆特毀滅王都時被母后的畫像壓死。
格蘭（聲：青山穰）
奧爾良騎士團的騎士。於阿米拉逃出王都時被殺害。
巴克科斯（聲：岩崎博）
經常醉酒的神明，因著不明原因而被神殿流放。羅馬神話中的酒神，在希臘神話中稱戴歐尼修斯（狄俄倪索斯）。
乘搭神出鬼沒的次元馬車，為世界各地的獵人提供除去魔物的賞金。
深知法瓦羅等人被監視，於是意圖讓他們到較安全的伊茲曼港口重新匯合，但算漏了其他惡魔的行動。其後被劫後回歸的法瓦羅說服，將他們帶至劍之谷。
在貞德接受火刑前來到王都並見證其成為惡魔，遇上莉塔後一同趕往會合阿米拉一行人，並在魔化貞德、別西卜和馬爾提涅面前展現隱藏的戰鬥力。
經常稱法瓦羅為「爆炸頭」及稱凱撒為「錘子頭」。
漢薩（聲：森久保祥太郎）
伴隨巴克斯的鴨形神明。本來提供賞金是其主要職務，但自巴克科斯介入後成為了類似寵物的存在。
能夠讓身體膨脹成為可供騎乘的大小。
加百列（聲：藤村步）
四大天使之一，負責掌管預言。長年協助宙斯處理事務。
因著盜取「神之鍵」一事而對惡魔提高警戒。從阿米拉的行徑，推斷「魔之鍵」就在海姆冥界。
米迦勒（聲：蒼井翔太）
四大天使之一，負責掌管戰鬥。
向貞德予以啟示，提供守護天使應用於先鋒戰鬥的能力。因為未能阻止和逮捕入侵的阿米拉，所以對「神之鍵」被盜一事感到自責。
在守護封印巴哈姆特的結界時目睹拉斐爾及烏列被魔化的貞德先後擊殺，之後在抵抗時被貞德以魔劍貫穿身體。在臨死前吞下莉塔所制的解毒劑並喂向貞德，最後消逝。
拉斐爾（聲：辻步美）
四大天使之一，負責掌管治療。
把「神之鍵」被盜的責任盡數歸咎於米迦勒。
在守護封印巴哈姆特的結界時被魔化的貞德擊殺。
烏列（聲：大關英里）
四大天使之一。負責掌管愛情。
不太信任人類，抱持與米迦勒截然相反的立場。
在守護封印巴哈姆特的結界時被魔化的貞德擊殺。
妮可（聲：清水理沙）
天使，阿米拉的母親。因不明理由而被天界流放，且嚴禁返回天界。
其後因阿米拉被別西卜奪走而單獨前往惡魔的領地。項鍊標示其位於魔之谷普羅德西亞，但實際上早已被別西卜冰封，並於阿米拉一行人被捉後被直接帶至海姆冥界。起初遇見實為複製品的阿米拉時感到怨恨，但在擁抱後感受到之間的親情，最終無苦消逝。
阿撒謝勒（聲：森田成一）
掌握四本之角和黑翼的墮天使。與其他勢力陣營明爭暗鬥，期望沉睡中的撒旦王可以在他日賦予肯定。
在以前曾被國王貢品中的寶石所吸引，而設計讓盜賊團搶掠並殺人滅口，其中包括法瓦羅的父親。
奉命在飛行城偵測盜取「神之鍵」的女人。不過在捕捉同時，覺得可以先做一些更好玩的事情。後來捲入了奧爾良騎士團的陷阱，於危急肆意搶奪阿米拉時，被其認識的潛藏力量打走。回到魔都後被同族奚落，繼而向監管阿米拉的王都認真地發動攻擊，但最後被人類的貞德給神聖一槍擊退。在打算返回魔都時被眾神所追殺，更被同族別西卜攻擊，其後被路過的巴克科斯和莉塔所救。於對方套取情報之時提出以送達埃博斯作為交易。
於埃博斯飛去跟別西卜一行人對質，中途把凱撒從墜落中救回來。最終給垂死的別西卜最為關鍵的一擊。
克兒佩洛斯（聲：喜多村英梨）
女惡魔，頭上有一對犬耳，雙手亦戴有小狗布偶。
布偶擁有近乎獨立的思想，可以即時傳遞至世界各地作收集情報之用。
不完全盡忠於阿撒謝勒，似乎是路西法的線眼。
帕祖祖（聲：小山剛志）
身軀巨大的獸形惡魔。擅長戰鬥，以造就風雨雷電交加的魔法去顫覆氣候。
常被譏諷為貓。曾被委派去阻礙貞德一段時間。於追截被救回的阿米拉時受到嚴重傷害。其後陪同阿撒謝勒衝擊王都，被貞德打敗並化為光塵。
路西法（聲：櫻井孝宏）
墮天使。打算搶奪阿米拉以復活撒旦王，但行動不算進取。
別西卜（聲：大友龍三郎）
男性惡魔。背叛了路西法，並打算支配世界，於是復活巴哈姆特，深信以自己能量複製的容器能夠予以控制。
曾現身攻擊被貞德擊退後苟延残存的阿撒謝勒，其後更把阿米拉一行人帶至海姆冥界。在阿米拉一行人到達後捉下法瓦羅和凱撒，更向阿米拉展示被冰封的妮可，之後在阿米拉悲傷和毫無防備下展開融合神魔之鍵。
其後與前來復仇的阿撒謝勒交手。於迎來巴哈姆特的時候被毀掉大半身，並在阿撒謝勒攻擊下徹底敗亡。
巴哈姆特
从神话时代开始就拥有超越众神地位的最强之龙。不隶属于人类、天界或魔界，仅凭本能行动，可以潛越空間。其力量之強大足以屠神，而被冠以「神击」之名。
兩千多年前被化為「神之鍵」的宙斯和化為「魔之鍵」的撒旦王極力打敗並封印。於「神之鍵」被盜後，正在慢慢瓦解眾神的封印。在阿米拉完成融合「神魔之鍵」後將其接走，並隨即破開封印結界。
最終被法瓦羅刺破「神魔之鍵」所在的紋章，再度被封印。
古森林之龍（聲：飯塚昭三）
居於異次元的龍，為永恆的觀察者。
兩千多年前被穿越次元的巴哈姆特鉤刺刺中腳部，其後被誤入的法瓦羅拔出。最後向離開的法瓦羅說明一旦阿米拉與巴哈姆特融為一體便無法逆轉，並叮囑他若要阻止巴哈姆特復活便要殺死阿米拉。

#### 製作人員
- 原作、製作：Cygames
- 監督、概念設計：佐藤敬一
- 系列構成：長谷川圭一
- 角色設計、總作畫監督：恩田尚之
- 怪物及道具設計：安藤賢司
- 裝置設計：佐藤肇
- 效果動畫：橋本敬史
- 配角設計：山形厚史、細越裕治、海老原雅夫、羽山賢二、相澤伽月、城前龍治、佐藤敬一、山本美佳、安藤賢司
- 輔助道具設計：高澤美佳、中野涼子
- 美術監督：中村豪希
- 色彩設計：三笠修
- VFX總監：森川萬貴
- 攝影監督：吉岡宏夫
- CGI監督：須貝真也
- 剪接：廣瀨清志
- 音樂：池賴廣
- 音響效果：倉橋裕宗
- 製作整合：丸山正雄
- 製作人：木村唯人
- 動畫製作人：大塚學
- 動畫製作：MAPPA

#### 主題曲
片頭曲「EXiSTENCE」
作詞：MAH，作曲、編曲、主唱：SiM
片尾曲「Promised Land」
作詞、主唱：清水理沙，作曲、編曲：池頼廣

#### 各話列表
| 話數        | 原文標題                       | 中文（愛奇藝）標題        | 劇本       | 分鏡            | 演出                       | 作畫監督                                                                                    | 片尾插畫   | 首播日期       |
| ----------- | ------------------------------ | ------------------------- | ---------- | --------------- | -------------------------- | ------------------------------------------------------------------------------------------- | ---------- | -------------- |
| episode01   | Encounter in Wytearp           | 在懷特亞普相遇            | 長谷川圭一 | 佐藤敬一 小林寛 | 松見真一 武藤健司          | 細越裕治、羽山賢二 海老原雅夫                                                               |            | 2014年 10月6日 |
| episode02   | Escape from Livian             | 逃離利維安                | 長谷川圭一 | 蘆野芳晴        | 若林厚史                   | 細越裕治、羽山賢二 海老原雅夫、日向正樹 村山公輔                                            |            | 10月13日       |
| episode03   | Fog of Nebelville              | 涅貝爾維爾之霧            | 谷崎       | 岩瀧智          | 松見真一 Kim Dong Jun      | Kim Dong Jun                                                                                | LM7        | 10月20日       |
| episode04   | Reunion at Ysmenport           | 伊兹曼港口的重聚          | 長谷川圭一 | 初見浩一        | 武藤健司 松見真一          | 海老原雅夫、日向正樹 阿部恒、新岡浩美 細越裕治、山下喜光 西村貴世、若林厚史 羽山賢二        | Teddy      | 10月27日       |
| episode05   | Rescue in Sword Valley         | 劍谷救援                  | 谷崎       | 佐藤真二        | 松見真一 井端義秀          | 白先、高松 細越裕治、羽山賢二 海老原雅夫、日向正樹 村山公輔、山下喜光 羽田浩二、KIM YONGSIK | tricky胡坐 | 11月3日        |
| episode06   | Anatae,Part1: Legendary Saint  | 向你而去 第一篇：傳奇聖女 | 長谷川圭一 | 一白早馬        | 松見真一 阿部雅司          | 小畑賢、武本大介 西山忍                                                                     | hikaru     | 11月10日       |
| episode06.5 | Roundup                        | 總集篇                    | 不適用     | 不適用          | 不適用                     | 不適用                                                                                      |            | 11月17日       |
| episode07   | Anatae,Part2: The Storm Rages  | 向你而去 第二篇：狂風呼嘯 | 赤星政尚   | 小林寛          | 黑川智之 猪狩崇            | 山下喜光、阿部恒 日向正樹、山本美佳                                                         | 久方綜司   | 11月24日       |
| episode08   | Anatae,Part3: Beyond the Storm | 向你而去 第三篇：風暴之外 | 長谷川圭一 | 佐藤真二        | 松見真一 Kim Dong Jun      | Kim Dong Jun                                                                                | 風篠雅     | 12月1日        |
| episode09   | Decision in the Wailing Woods  | 哀嚎森林中的決定          | 谷崎       | 武藤健司        | 松見真一 伊藤史夫          | 山下喜光、阿部恒 新沼大祐、秋田學 細越裕治                                                  | Semsei     | 12月8日        |
| episode10   | Helheim, Land of Lies          | 海姆冥界 謊言大陸         | 長谷川圭一 | 上村泰          | 若林厚史 阿部雅司 黑川智之 | 小畑賢、武本大介 西山忍、阿部恒 日向正樹、阿比留隆彦                                        | ezusuke    | 12月15日       |
| episode11   | All Roads Lead to Abos         | 條條大路皆往埃博斯        | 赤星政尚   | 岩瀧智          | 竹内浩志                   | 海老原雅夫、岩瀧智 細越裕治、阿部恒                                                         | 近藤       | 12月22日       |
| episode12   | Rage of Bahamut                | 巴哈姆特之怒              | 長谷川圭一 | 山下明彦        | 山下明彦                   | 山下喜光、阿部恒 羽山賢二、細越裕治                                                         | 虫麻呂     | 12月29日       |

#### 播放電視台

##### 日本国内
日本深夜動畫：下文記載的日本国内播放時間使用日本標準時間（UTC+9）表示。因為部分時間标识會採用30小时制，因此請留意这类超过24:00的时间，其實際播放時間為翌日清晨。
| 播放地區 | 播放電視台    | 播放日期                     | 播放時間（UTC+9）         | 所屬聯播網 | 備註                   |
| -------- | ------------- | ---------------------------- | ------------------------- | ---------- | ---------------------- |
| 兵庫縣   | SUN電視台     | 2014年10月6日－12月29日      | 星期一 23時30分－24時00分 | 獨立局     |                        |
| 東京都   | TOKYO MX      | 2014年10月6日－12月29日      | 星期一 24時00分－24時30分 | 獨立局     | 5.1ch環繞聲            |
| 京都府   | 京都放送      | 2014年10月6日－12月29日      | 星期一 25時00分－25時30分 | 獨立局     |                        |
| 愛知縣   | 愛知電視台    | 2014年10月6日－12月29日      | 星期一 25時35分－26時05分 | 東京電視網 |                        |
| 日本全國 | 樂天SHOWTIME  | 2014年10月6日－12月29日      | 星期一 26時05分 更新      | 網絡電視   |                        |
| 日本全國 | GyaO!         | 2014年10月6日－12月29日      | 星期一 26時05分 更新      | 網絡電視   |                        |
| 日本全國 | NICONICO直播  | 2014年10月6日－12月29日      | 星期一 26時05分－26時30分 | 網絡電視   |                        |
| 日本全國 | NICONICO頻道  | 2014年10月6日－12月29日      | 星期一 26時30分 更新      | 網絡電視   |                        |
| 日本全國 | 萬代頻道      | 2014年10月7日－12月30日      | 星期二 12時00分 更新      | 網絡電視   |                        |
| 日本全國 | AT-X          | 2014年10月8日－12月31日      | 星期三 21時30分－22時00分 | 衛星電視   | 有重播                 |
| 日本全國 | BS11          | 2014年10月8日－12月31日      | 星期三 24時00分－24時30分 | 衛星電視   | ANIME+節目 5.1ch環繞聲 |
| 佐賀縣   | 佐賀電視台    | 2014年10月10日－2015年1月3日 | 星期五 25時50分－26時20分 | 富士電視網 |                        |
| 日本全國 | d Anime Store | 2014年10月14日－2015年1月6日 | 星期二 12時00分 更新      | 網絡電視   |                        |

##### 日本国外
均由Animax提供播放。
| 播放地區 | 播放電視台 | 播放日期               | 播放時間（以當地為準） | 所屬聯播網 | 備註   |
| -------- | ---------- | ---------------------- | ---------------------- | ---------- | ------ |
| 臺灣     | Animax     | 2016年1月18日－1月29日 | 每日20:30-21:00        |            | 有重播 |
| 臺灣     | Animax HD  | 2016年2月23日－3月5日  | 每日20:30-21:00        |            | 有重播 |
| 香港     | Animax     | 2016年3月29日－4月18日 | 周一至周二22:00-23:00  |            |        |

### 巴哈姆特之怒 VIRGIN SOULS
2016年3月26日，官方於2016 AnimeJapan的首日中公開動畫系列續篇《巴哈姆特之怒 VIRGIN SOULS》的PV。故事設定於《GENESIS》的10年後。動畫於2017年4月開始放送。

#### 故事簡介
故事發生於《GENESIS》的10年後。在巴哈姆特被封印10年後，新的“人”之王襲擊“神”之神殿，攻陷“魔”之國度。從瀕臨毀滅的狀況得到復興以及更進一步的發展，王都為“人”帶來了財富。 作為王都復興的食糧而淪為奴隸的“魔”，以及隨著信仰心的消失而失去力量的“神”。 在逐漸失去均衡的世界中，“人”、“神”、“魔”各自的正義相互交錯……

#### 登場角色
妮娜·多蘭格（聲：諸星堇）
本作主角。
離開位在遙遠東方故鄉，來到王都謀生的龍族。族人皆有隨意變換龍形與人形的能力，但本人在父親為龍、母親為人的狀況下，體質似乎與眾不同。平時無法隨意變換，只有看到美男子才會在過於心動之下變成龍形，並會失去控制四處作亂，其威力足以消滅整支軍團，甚至會破壞抑制魔法，但本人會失去龍化期間的所有記憶。人形狀態之下亦是力大無窮，食量也相當驚人。
10年前妮娜還年幼時，妮娜的父親為了抵擋巴哈姆特的攻擊而喪命。
本來想成為賞金獵人而從師前作主角法瓦羅，在他指導下來到王都投靠巴卡斯和漢薩，但因沒有任務而開始四處打零工，並在一次自行舉辦的比腕力賭博比賽中與微服出巡的夏利歐斯相遇，妮娜用布矇住眼睛防止自己暴走，與他進行比賽並獲得最終勝利，並且與國王在比賽時進行第一次親密接觸。
在慶典前夜愛上了便裝溜出王宮的夏利歐斯，因此治好了看到美男子會心動失控的症狀，因為疑似與紅龍有關聯而被關入地下牢房處終身監禁。
神族即將對人族發動戰爭，在莉塔的協力幫助下幫助貞德逃獄。
與莉塔等人被古代兵器多羅莫斯推離地牢，在人族戰勝神族後，求夏利歐斯抱著自己並且變成紅龍，變身後大鬧一場而昏迷，被莉塔帶離戰場
向想去神界見自己的孩子的貞德透露自己的家鄉有人曾去過神界而與貞德一起回到龍族的家鄉，並在族中祖母的幫助下成功前往神界。
在神界中了解了神族和人族的衝突，一心希望夏利歐斯能不被他人討厭，陰錯陽差之下與艾爾一同離開神界，目前在返回王都的路上。
艾爾逃離神界時與巴克斯一同前去回道人間界，在一次偶然下撞見夏利歐斯並被其告白，兩人在一起後夏利歐斯答應妮娜下次一定會坦承一切。
夏利歐斯17世（聲：梅原裕一郎）
真名為「克里斯」
出身於市井，在母親死於巴哈姆特之火後被王室接納並以夏利歐斯為新名成王
巴哈姆特再次封印之後，十年來致力重建國家輝煌，深受人民愛戴。
多年來對神魔大舉進攻，奪取他們的力量務求改變過往人類臣服於兩者之下的形態。
在一次微服出巡中第一次與正在進行比腕力賭博比賽中的妮娜相遇，隨後在比賽中兩者進行第一次親密接觸，最後在一番激戰後被這位少女(她用布矇住眼睛以便專注於比賽)擊敗；並在之後以同樣裝扮幫助妮娜從奴隸販子圍困中解圍。最後在慶典前夜溜出王宮，上街閒晃，並在莉塔等人的搓合下與妮娜約會並愛上了妮娜。
使用從神界偷取的神盤製造出古代兵器多羅莫斯，但在沒有製作配方的情況下是無法製作的，配方來原目前不明。
利用古代兵器擊退神族。
在一次偶然下與妮娜告白，並坦言因為有身負的使命才與魔神對抗，並約定下次見面將坦承一切。
凱撒·利德法爾德（Kaisar Lidfard，聲：井上剛）
奧爾良騎士團團長，與好友法瓦羅同被視為十年前巴哈姆特事件的英雄人物。
第一季結尾旅程開始不久便決定返回王都觀察人神魔重新發展的關係。十年後成為追逐王都中「繃帶惡魔」的主力，很快就發現對方是老戰友阿撒謝勒，在其口中得知新王的政策令大量惡魔遭到販賣和蹂躪，對於繼續效忠國王有所猶豫。
因為阻擾夏利歐斯而被判決與繃帶惡魔為夥的理由關入地牢處終身監禁，在地牢中撞見法瓦隆。
在地牢中意外撞見逃獄中的妮娜以及貞德還有莉塔並與法瓦隆協同逃獄，左手義肢有莉塔內建的自爆咒語，法瓦隆利用凱撒的義肢炸毀牢房
與莉塔等人被古代兵器多羅莫斯推離地牢，在人族戰勝神族後，留下來殿後讓其它人逃離，日後再次被收押進大牢，並在競技場與阿薩謝爾對峙。勸說阿薩謝爾和他們一同行動。
貞德·達魯克（聲：潘惠美）
第一任奧爾良騎士團團長跟第三任奧爾良騎士團團長
在巴哈姆特封印後的半年留在奧爾良騎士團輔佐凱撒隊長，最後升回團長一職。但由於失去神力，導致在多次任務中戰敗，使奧爾良騎士團不再像以前傾向於自己。在夏歐利斯當上國王後，因要求服從叛神命令但不服從，而被放逐出境，並過著隱密的生活。在偶然的情況下生下一名男孩並將其取名「艾爾」，但因自身被夏歐利斯的部下追殺，而不得不將艾爾的翅膀毀去，最後被抓並被關入地下牢房。
得知艾爾加入神族並打算對人族發動戰爭後決定阻止一切，在妮娜以及莉塔的幫助下逃獄
與莉塔等人被古代兵器多羅莫斯推離地牢，在人族戰勝神族後，與莉塔等人逃離戰場
為了去神界而來到妮娜的村莊，因為10年前擾亂神族壓制巴哈姆特導致其復活，因此對妮娜有著很大的愧疚之心，得知妮娜的父親死於巴哈姆特更是自責，在妮娜的母親勸說之下才得以釋懷。在龍族祖母的幫助下來到神界與艾爾會合。
法瓦羅·雷歐涅（Favour Leone，聲：吉野裕行）
前作主角，賞金獵人，真實身分是傳說中的巴哈姆特聖騎士，也是凱撒的摯友。
在封印了巴哈姆特後而到處旅行，在旅行途中還到東方的龍族部落並結識妮娜，在妮娜強行要求下收妮娜為徒而成為妮娜的師傅
之後離開東方龍族部落來到的帝都，卻在酒醉時不明原因被抓入地牢，在地牢中撞見凱撒。
在地牢中意外撞見逃獄中的妮娜以及貞德還有莉塔並決定與凱薩協同逃獄
與莉塔等人被古代兵器多羅莫斯推離地牢，目前與凱灑等人會合。
莉塔（聲：澤城美雪）
喪屍少女，巴哈姆特事件後隱居王都研究魔藥，於眾人受傷時擔當醫護，也時常援助受傷的惡魔。
將第一季凱撒被斬的手掌變成喪屍助手「洛基」。
本來是要去救凱撒而前去地牢，卻誤入女子地牢之中，撞見妮娜及貞德並幫助她們逃獄
與貞德等人被古代兵器多羅莫斯推離地牢，在人族戰勝神族後，帶著昏迷的妮娜及貞德等人逃離戰場，確認兩人平安後，為尋找凱薩獨自行動。

最終話與變成喪屍的凱薩，看著法瓦羅離去。
阿撒謝勒（聲：森田成一）
法瓦隆與凱撒的殺父仇人，但兩人並不在乎。
五年前魔都柯賽托斯被人族攻陷，魔族成為奴隸而對人族產生恨意。
通緝犯「繃帶惡魔」的真實身分，專門趁夜暗殺奴隸販子以及虐待奴隸的貴族而聞名。
策畫在慶典上包圍夏利歐斯並利用妮娜的紅龍之力對夏利歐斯展開復仇
卻因為不顧妮娜的想法，一味相信她會聽從自己命令變身紅龍前來支援，以此說服潛伏王都的魔族反抗軍起事，結果害他們全都白白送死。
被夏利歐斯捕獲後被迫在競技場待了一段時間，目前和凱薩等人會合。
姆伽羅／艾爾（聲：釘宮理恵（艾爾））
跟在阿撒謝勒身邊的孩子，從不說話，只是一直面露微笑。某次阿撒謝勒獵殺奴隸販子時救下來的，隨後就一直緊隨著他。在阿撒謝勒某次差點被抓時一度展示神力。
真實身分是聖女貞德的「兒子」，大天使米迦勒之子。真名為「艾爾」
為了救出自己的母親，而加入神族與人族發動戰爭，具有消除人族力量的能力
在神界與貞德重聚後，發現母親不認同自己的想法，認為自己才是能夠拯救世界帶來和平的人，隨後利用妮娜裝扮獨自逃離神界後以"神之子"的型態與阿薩謝勒會合，經過一番闖蕩王都計畫之後再次與母親相遇，並再一次的被勸導回去神界，隨後在準備返程神界最後告別即將離開時，被對於奧爾良騎士團失去信心的亞力山德·維斯龐提偷襲，死於匕首之下。
艾爾之死也是驅使貞德·達魯克率領眾神與阿薩謝勒、路西法等眾魔族崛起了討伐人族的主要基石。
巴卡斯（聲：岩崎博）
經常醉酒的神明，乘搭神出鬼沒的次元馬車。因為國王帶頭改變人神魔關係，使其很難再以賞金獵人的生意維持生計。
漢薩（聲：森久保祥太郎）
伴隨巴克斯的鴨形神明。
索菲艾兒（聲：坂本真綾）
侍奉大天使加百列的四大天使候補，奉命尋找貞德的孩子而扮成人族在王都活動。
迪亞斯·巴索羅謬（聲：間宮康弘）
奧爾良騎士團副長，凱撒的副官。
亞力山德·維斯龐提（聲：小野賢章）
依靠貴族親屬關係進入奧爾良騎士團的新手騎士，對於已經失去往日榮光的騎士團和凱撒團長相當不滿。
非常敬仰貞德，願望是能成為貞德的部下。
但丁（聲：星野貴紀）
潛伏王都的魔族反抗軍領袖，身形高大、頭上有角的壯漢。
即便認為阿撒謝勒的情報不可靠，在一眾魔族為其煽動士氣高昂之下也只好答應起事，最後反抗軍全軍覆沒，但丁逃亡不及遭亂箭射殺。
貝爾芬格（聲：前田玲奈）
潛伏王都的魔族反抗軍幹部，妖豔的魔族美女。
相當崇拜阿撒謝勒，對其提供的情報全無起疑，起義一事也是言聽計從，最後反抗軍全軍覆沒，貝爾芬格逃亡不及，被人族巨像兵一拳砸成肉醬。

#### 製作人員
- 原作、製作：Cygames
- 監督、概念設計：佐藤敬一
- 副監督：小林寛
- 劇本：大石靜
- 角色設計、總作畫監督：恩田尚之
- 怪物及道具設計：安藤賢司
- 裝置設計：佐藤肇
- 效果動畫：橋本敬史
- 美術監督：中村豪希
- 色彩設計：三笠修
- VFX總監：森川萬貴
- 攝影監督：淡輪雄介
- CGI監督：伊藤敬之
- 剪接：廣瀨清志
- 音樂：池賴廣
- 執行製作人：木村唯人
- 製作人：大塚學、竹中信廣
- 動畫製作人：増田克人
- 動畫製作：MAPPA

#### 主題曲
片頭曲
「LET iT END」（第1話－第13話）
作詞：MAH，作曲、編曲、主唱：SiM
「Walk This Way」（第14話－第23話）
作詞：U，作曲、編曲：Wolf Junk ＆ U.M.E.D.Y.，主唱：THE BEAT GARDEN
片尾曲
（第1話－第13話）
作詞、主唱：DAOKO，作曲：多保孝一、Taku Inoue、DAOKO，編曲：Taku Inoue
「Cinderella step」（第14話－第23話）
作詞、作曲、主唱：DAOKO，編曲：江島啓一

#### 各話列表
| 話數      | 原文標題                       | 中文標題           | 劇本   | 分鏡                         | 演出                              | 作畫監督                                                                     | 片尾插畫     |
| --------- | ------------------------------ | ------------------ | ------ | ---------------------------- | --------------------------------- | ---------------------------------------------------------------------------- | ------------ |
| episode01 | Red Dragon                     | 紅龍               | 大石靜 | 岩瀧智 佐藤敬一 橫山彰利     | 澤井幸次                          | 桑原幹根、秋田學                                                             |              |
| episode02 | The Miserables                 | 慘劇               | 大石靜 | 橫山彰利 窪岡俊之            | 佐藤真二 松浦直紀                 | 崔文秀、加藤雅之                                                             | TEDDY        |
| episode03 | Close Encounter                | 親密接觸           | 大石靜 | 三原三千夫 橫山彰利          | 竹内浩志                          | 南出太郎、鎌田晋平                                                           |              |
| episode04 | Firestarter                    | 縱火犯             | 大石靜 | 寺岡巌 橫山彰利              | 若林厚史                          | 岩瀧智、羽山賢二 日向正樹                                                    | 卷羊         |
| episode05 | Those Who Won't Give Up        | 永不言棄之人       | 大石靜 | 塩月小鳥 橫山彰利            | 大野和壽                          | 桑原剛、高乘陽子 青野厚司                                                    |              |
| episode06 | Anatean Holiday                | 王都假期           | 大石靜 | 橫山彰利                     | 西宮大祐 若林厚史                 | 諸貫哲朗、鎌田晋平                                                           | 皆葉英夫     |
| episode07 | The Day of Victory             | 勝利之日           | 大石靜 | 川尻善昭 佐藤敬一            | 大野和壽                          | 秋田學、桑原幹根                                                             | 虹原         |
| episode08 | The Day of Defeat              | 戰敗之日           | 大石靜 | 川尻善昭 佐藤敬一            | 山口美浩                          | 桑原幹根、秋田學 高乘陽子                                                    | u介          |
| episode09 | Same Old, Same Old             | 別來無恙、別來無恙 | 大石靜 | 澤井幸次 橫山彰利            | 澤井幸次                          | 青野厚司、高乘陽子                                                           | 吉           |
| episode10 | The Way She Was                | 她一如既往         | 大石靜 | 竹内浩志 橫山彰利            | 小林孝志                          | 加藤雅之、崔文秀                                                             | Ryota-H      |
| episode11 | Declaration of War             | 戰爭宣言           | 大石靜 | 岩瀧智 橫山彰利              | 小林孝志                          | 桑原幹根、高乘陽子 青野厚司                                                  |              |
| episode12 | The Great Escape               | 大逃亡             | 大石靜 | 片山一良 橫山彰利            | 松田清                            | 鎌田晋平、崔文秀 加藤雅之                                                    | DAOKO        |
| episode13 | A Farewell to Arms             | 告別武裝           | 大石靜 | 前田真宏 橫山彰利            | 若林厚史                          | 岩瀧智                                                                       | N.A          |
| episode14 | Homecoming                     | 回鄉               | 大石靜 | 澤井幸次 橫山彰利            | 大野和壽                          | 秋田學、桑原剛 清水貴子、崔文秀                                              |              |
| episode15 | City of the Gods, Part1        | 神之都之一         | 大石靜 | 佐藤真二 橫山彰利            | 山口美浩                          | 首藤武夫、加藤雅之 高乘陽子、西澤千惠                                        |              |
| episode16 | City of the Gods, Part2        | 神之都之二         | 大石靜 | 岩瀧智弘 橫山彰利            | 森邦宏                            | 岩瀧智、青野厚司、桑原幹根                                                   | tricky胡坐   |
| episode17 | Virgin Souls                   | Virgin Souls       | 大石靜 | 室井富美江 佐藤敬一 橫山彰利 | 小坂春女                          | 安彦英二、桑原剛、崔文秀                                                     | 久方綜司     |
| episode18 | Invictus                       | 永不言敗           | 大石靜 | 佐藤敬一                     | 小林孝志                          | 加藤雅之、鎌田晋平 加藤洋人、高乗陽子                                        | NOTT         |
| episode19 | Shall We Dance?                | 能陪我跳支舞嗎？   | 大石靜 | 片山一良 佐藤敬一            | 若林厚史                          | 西澤千恵、首藤武夫 桑原幹根、高澤美佳                                        | 唯@w         |
| episode20 | From Heaven to Hell            | 從天堂到地獄       | 大石靜 | 寺岡巌 佐藤敬一              | 松田清                            | 岩瀧智、青野厚司、桑原剛                                                     | LM7          |
| episode21 | Vengeance                      | 復仇               | 大石靜 | 佐藤敬一                     | 山田弘和                          | 加加美高治、崔文秀 加藤雅之、羽山賢二                                        | Keiichi Sato |
| episode22 | Which Way Is the Wind Blowing? | 風向在哪邊？       | 大石靜 | 佐藤敬一                     | 小林孝志                          | 首藤武夫、桑原幹根、西澤千恵 松本昌代、島崎望、加藤洋人                      | 岡田学彌     |
| episode23 | Rise of the Nightmare          | 夢魘的崛起         | 大石靜 | 佐藤敬一                     | 若林厚史 松田清 山田弘和 黑川智之 | 首藤武夫、崔文秀、加藤雅之 岩瀧智、桑原幹根、桑原剛 工原、羽山賢二、松本昌代 | 上條淳士     |
| episode24 | Run,Nina,Run                   | 妮娜，向前跑       | 大石靜 | 佐藤敬一                     | 松田清                            | 岩瀧智、西澤千恵、高田陽介                                                   | 宮崎章       |

### 巴哈姆特之怒 Manaria Friends
《巴哈姆特之怒 -Manaria Friends-》（日語:マナリアフレンズ）改編自遊戲《巴哈姆特之怒》內的活動「馬納歷亞魔法學院」，於動畫系列中被定為外傳性質。電視動畫原本由雲雀工作室製作，並預定於2016年4月播放，但官方在2016年3月宣布延期播放，官網刪除已經公布的製作人員資料。2018年10月2日宣布確定於2019年1月開始放送，由CygamesPictures製作，除音樂、聲優外更換全部製作人員。